# Сцинк канарський
Cцинк канарський (Chalcides sexlineatus) — вид сцинкоподібних ящірок родини сцинкових (Scincidae). Ендемік Іспанії.

## Поширення і екологія
Канарські сцинки мешкають на острові Гран-Канарія та на сусідньому острівці Роке-де-Гандо в Канарському архіпелазі. Вони живуть в різноманітних природних середовищах, зокрема на вологих луках і в долинах, в сухих ярах і піщаних районах. в лісах, на плантаціях, на кам’янистих полях. Зустрічаються на висоті до 1950 м над рівнем моря. Живородні, народжують 2-7 дитинчат.

## Збереження
МСОП класифікує цей вид як такий, що перебуває під загрозою зникнення. Chalcides sexlineatus загрожує знищення природного середовища.